# Il segno della bestia
Il segno della bestia (Pedon merkki) è un film del 1981 diretto da Jaakko Pakkasvirta.